# Elaine McMillion Sheldon
Elaine McMillion Sheldon é um cineasta estadunidense. Foi indicada ao Oscar de melhor documentário de curta-metragem na edição de 2018 pelo trabalho na obra Heroin(e), ao lado do marido Kerrin Sheldon.

## Filmografia
- 2017: Waking the Sleeping Giant: The Making of a Political Revolution
- 2017: 11/8/16
- 2017: Heroin(e)
- 2017: Timberline
- 2017: Betting on Trump: Coal
- 2015: Forager
- 2013: For Seamus
- 2013: Hollow: An Interactive Documentary
- 2012: The Lower 9: A Story of Home
- 2011: Lincoln County Massacre

## Prêmios e indicações
- Venceu: Prêmio Peabody
- Indicado: Oscar de melhor documentário de curta-metragem